# Uperodon systoma
Uperodon systoma is een kikkersoort uit het geslacht Uperodon in de familie van de smalbekkikkers (Microhylidae).
De wetenschappelijke naam werd voor het eerst geldig gepubliceerd in 1799 door Johann Gottlob Schneider als Rana systoma.
De kikker komt voor in delen van Azië en leeft in de landen Bangladesh, India, Pakistan en Sri Lanka.